# Sydöstra Hälsinglands domsagas tingslag
Sydöstra Hälsinglands domsagas tingslag, även kallad Söderhamns tingslag var ett tingslag i Gävleborgs län. Tingslaget omfattade sydöstra delen av landskapet Hälsingland och intill gränsen mot Gästrikland. Tingsplats var Söderhamn samt till 1963 Enånger.
Tingslaget bildades 1948 genom sammanslagning av Ala tingslag och Enångers tingslag. Tingslaget upplöstes 1971 och Enångerdelen, som samtidigt uppgick i Hudiksvalls kommun uppgick då i Hudiksvalls tingsrätts domsaga, medan övriga delar som uppgått i Söderhamns kommun samt bildat Rengsjö kommun, ombildades till Sydöstra Hälsinglands tingsrätt och Sydöstra Hälsinglands domsaga som redan 1972 uppgick i Bollnäs tingsrätts domsaga som i son tur 2005 uppgick i Hudiksvalls tingsrätts domsaga.
Domsaga var Sydöstra Hälsinglands domsaga, bildad 1907 ur Södra Hälsinglands domsaga med Södra Hälsinglands östra tingslag.

## Socknar
Tingslaget omfattade nio socknar.
Från Ala tingslag
- Mo
- Norrala
- Rengsjö
- Skog med Lingbo församling
- Söderala med Ljusne församling och Bergviks församling
- Trönö

Från Enångers tinglag 
- Enånger
- Njutånger
- Nianfors

Söderhamns stad hade egen jurisdiktion, rådhusrätt till 1965 varefter den ingick i detta tingslag.